# لاس وگاس سندز

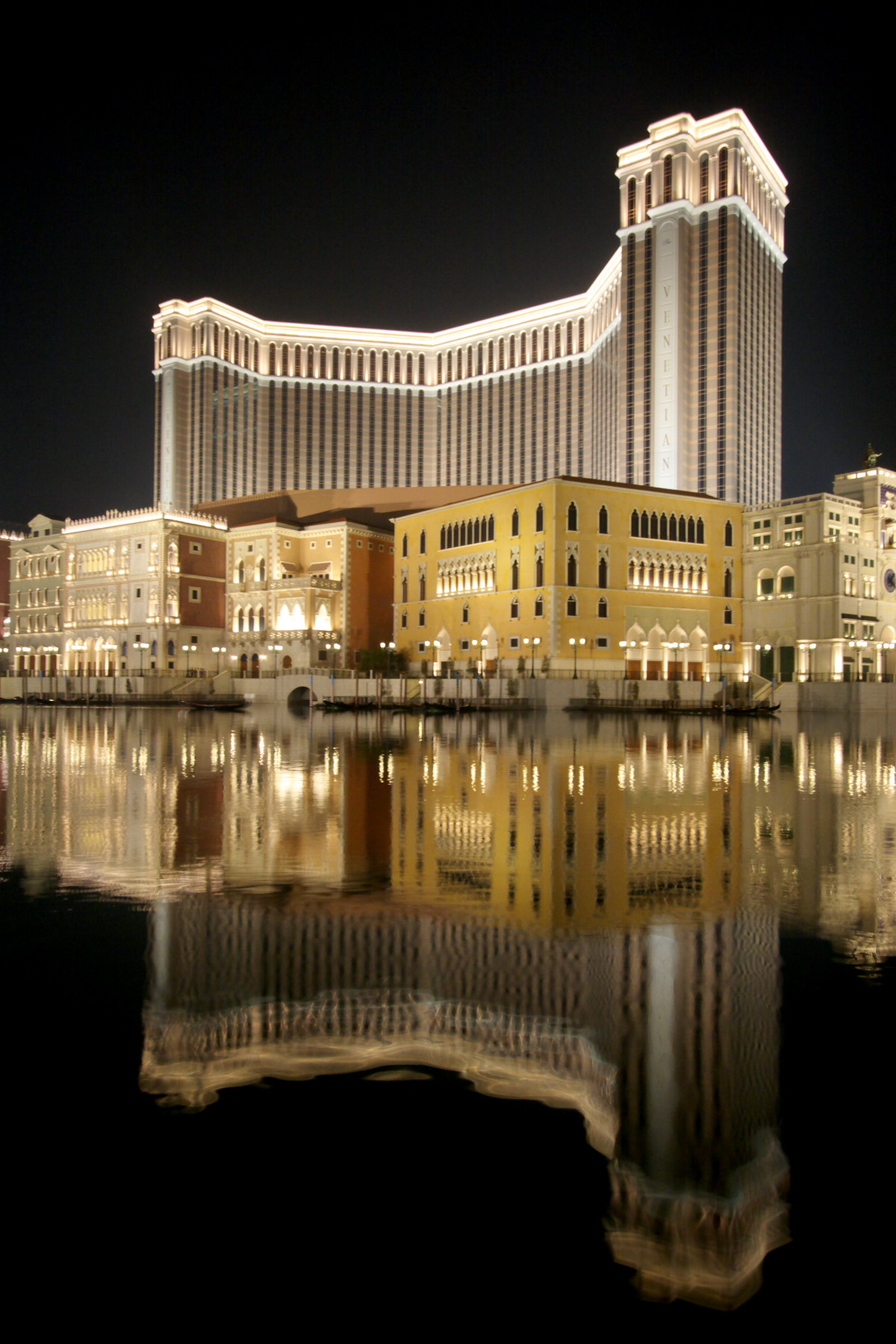
هتل ونتیان ماکائو، متعلق به لاس‌وگاس سندز

لاس‌وگاس سندز (به انگلیسی: Las Vegas Sands) شرکت گردشگری و هتلداری آمریکایی است، که در زمینهٔ ارائهٔ خدمات هتلداری و مهمان‌نوازی، مدیریت بر شبکه‌ای از کازینوها، قمارخانه‌ها و نیز شبکه‌های ارائه سرگرمی فعالیت می‌نماید. این شرکت همچنین یکی از بزرگترین شرکت‌ها در زمینه ساخت و توسعه مکان‌های توریستی، سرگرمی و استراحتگاهی نیز می‌باشد.
شرکت لاس‌وگاس سندز در سال ۱۹۸۸ توسط شلدون ادلسون راه‌اندازی شد و در حال حاضر مالک شبکهٔ گسترده‌ای از کازینوها، مکان‌های سرگرمی، رستوران‌ها، هتل‌ها، کلوپ‌های بازی و سرگرمی، موزه‌های هنری و علمی، بنیادهای خیریه، همچنین شرکت هواپیمایی خصوصی می‌باشد.
دفتر مرکزی این شرکت در شهر پارادایز، نوادا، ایالات متحده آمریکا قرار دارد و سهام آن در بازار بورس نیویورک معامله می‌شود. شرکت لاس‌وگاس سندز در فهرست ۲۰۱۴ فرچون ۵۰۰ در رتبه ۳۲۴ از بزرگترین شرکت‌های جهان قرار گرفت. از برندهای متعلق به لاس وگاس سندز می‌توان به ونیژین و پالاتزو در لاس وگاس و مارینا بِی سندز در سنگاپور اشاره نمود.